# Praags Filharmonisch Orkest
Het Praags Filharmonisch Orkest (Tsjechisch: Filharmonici města Prahy) is een professioneel symfonieorkest gevestigd in Praag. Het is voornamelijk samengesteld uit klassieke en jazzmuzikanten uit Tsjechië en Slowakije. Het orkest begon kort na de Tweede Wereldoorlog, in 1947, als het huisorkest van de Barrandov filmsStudio. Ze nam in die hoedanigheid veel muziek op voor film-, televisie-, reclame- en animatieproducties. Zo begeleidden ze de historische reeks Krátký Film (Tsjechisch voor korte film).
Een bijnaam van het orkest was Filmovy symfonický orchestr (FISYO) (Het filmsymfonieorkest) of kortweg Filmsymfonie. Het orkest heeft sinds de jaren '90 ook in het westen furore gemaakt met filmmuziek voor bijvoorbeeld Paramount, Sony en Lucasfilm. De muziek werd opgenomen in geluidsstudio Smecky.
Een aantal bekende films waarvoor werd opgenomen zijn Lost Highway (1997) en Mulholland Drive (2001) van David Lynch. Verder verzorgde het de muziek achter Alexander van Oliver Stone.
Vandaag de dag, na de Fluwelen Revolutie volledig te zijn geprivatiseerd, blijven de muzikanten, met de ondersteuning van professionals, samen muziek maken en opnemen (meestal elke dag van de week) voor grote internationale films, televisieseries, cd's, dvd's, videospellen, en zelfs beltonen, zowel voor de Tsjechische markt als voor klanten en mediaproducties over de hele wereld.